# OGM
Ogg Media (OGM) — формат, мультимедійний контейнер для зберігання потоків даних, таких як відео, аудіо, і субтитри. Забезпечує надійне транспортування файлу, контроль цілісності файлу, мінімізацію кількості переміщень по файлу під час відтворення декількох потоків (чергування). Був пізніше витіснений форматом MKV.
Проєкт був заснований на популярному форматі AVI й Ogg, який у той час підтримував тільки звук.
Деякий час тому, на зміну формату mp3 був створений формат OGG Vorbis. Для зберігання звукового потоку vorbis був розроблений стандарт OGG Bitstream, який надалі застосували для зберігання відео.

## Можливості
- Підтримка каталогів
- Підтримка декількох доріжок субтитрів
- Підтримка різних форматів відео (DivX, XviD, інші, які використовуються в AVI файлах)
- Підтримка декількох звукових потоків в різних форматах (MP3, AC3, AAC, Vorbis, LPCM)

Розширення файлу OGM є .ogm.

## Формат OGM
Кожен потік даних в термінах ogg називається логічний потік (англ. logical bitstream), кілька логічних потоків об'єднуються у фізичний потік (англ. physical bitstream).
Існують наступні методи об'єднання логічних потоків в один фізичний:
- послідовне об'єднання (англ. chaining), всі сторінки першого логічного потоку слідують до сторінок другого логічного потоку
- угруповання (англ. grouping), сторінки потоків перемішуються для забезпечення можливості одночасно читати дані з різних потоків без істотної зміни зміщення у файлі (для RIFF-контейнера таке положення потоків називається чергуванням).

Кожний логічний потік розбивається на пакети (англ. packets). Формат пакета визначається використовуваним кодеком. Пакети діляться на сегменти (англ. segments), розмір кожного з сегментів не перевищує 255 байтів. Сегменти об'єднуються в сторінки (англ. pages), кожна сторінка містить в собі не більше 255 сегментів (загальний розмір даних в одній сторінці ніколи не перевищує 64 Кб). Пакет може міститися більше ніж в одній сторінці (тобто бути в розмірі більш як 64 Кб), в цьому випадку для сторінки, що містить продовження пакета, виставляється спеціальний прапор «продовження пакета» (англ. continued_packet_flag).